# Sexto Quintílio Varo
Sexto Quintílio Varo (em latim: Sextus Quinctilius Varus) foi um político da gente Quintília nos primeiros anos da República Romana eleito cônsul em 453 a.C. com Públio Curiácio Fisto Trigêmino.

## Consulado
Sexto Quintílio foi eleito cônsul em 453 a.C. com o colega Públio Curiácio Fisto Trigêmino. Enquanto os romanos aguardavam o retorno da comitiva formada no ano anterior (Espúrio Postúmio Albo Regilense, Aulo Mânlio Vulsão e Sérvio Sulpício Camerino Cornuto) às terras gregas cujo objetivo era propor uma reforma nas instituições romanas com base na constituição de Sólon que desse fim ao eterno conflito entre patrícios e plebeus, a cidade foi vítima de uma fome e de uma epidemia, que vitimou inclusive Sexto Quintílio.
Para preencher sua posição, Espúrio Fúrio Medulino Fuso foi eleito cônsul sufecto, mas ele também acabou sucumbindo à mesma epidemia.